# Dead Silence (album)
Dead Silence è il quarto album in studio della band canadese Billy Talent. Prodotto dal chitarrista della band Ian D'Sa, è stato pubblicato l'11 settembre 2012 sotto l'etichetta Warner Music Canada.
Le registrazioni dell'album sono iniziate il 25 novembre 2011 e sono finite nel luglio del 2012.
Il titolo e la copertina dell'album sono stati rivelati negli account Twitter e Facebook e nel sito ufficiale della band l'11 luglio 2012.
Il primo singolo dell'album, Viking Death March, è stato pubblicato il 25 maggio 2012 e ha raggiunto la posizione numero 3 nella classifica canadese rock/alternative. Il secondo singolo, Surprise Surprise, è stato pubblicato quasi tre mesi dopo, il 7 agosto 2012, e ha raggiunto la prima posizione nella medesima classifica.
La copertina è stata disegnata dall'artista australiana Ken Taylor.
I Billy Talent hanno pubblicato l'album in anteprima il 4 settembre 2012 sul loro account SoundCloud.

## Tracce
1. Lonely Road to Absolution – 1:15
2. Viking Death March – 4:04
3. Surprise Surprise – 3:08
4. Runnin' Across the Tracks – 4:19
5. Love Was Still Around – 3:46
6. Stand Up and Run – 3:20
7. Crooked Minds – 5:04
8. Man Alive! – 3:36
9. Hanging by a Thread – 3:53
10. Cure for the Enemy – 4:26
11. Don't Count on the Wicked – 4:08
12. Show Me the Way – 3:06
13. Swallowed Up by the Ocean – 5:02
14. Dead Silence – 4:49

Durata totale: 53:56

## Formazione
- Benjamin Kowalewicz – voce
- Ian D'Sa – chitarra, voce secondaria
- Jonathan Gallant – basso, voce secondaria
- Aaron Solowoniuk – batteria, percussioni